# Island Records
Island Records är ett skivbolag som grundades i Jamaica 1959 av Chris Blackwell, Graeme Goodall, Leslie Kong och har haft stort påverkan för reggaens spridning internationellt. Bolaget köptes 1989 av PolyGram och ingår sedan 1998 i Universal Music.

## Artister i urval
- Bob Marley & The Wailers
- Incredible String Band
- Burning Spear
- U2
- Anthrax
- Justin Bieber
- Tove Lo
- Black Uhuru
- Blodwyn Pig
- Bon Jovi
- Mariah Carey
- Chaca Demas & Pliers
- Jimmy Cliff
- Jackie Edwards
- ELP  Emerson Lake and Palmer
- Fairport Convention
- Marianne Faithfull
- Free
- PJ Harvey
- Grace Jones
- The Heptones
- Jethro Tull
- King Crimson
- Annie Lennox
- John Martyn
- Pablo Moses
- Nirvana(60s)
- Ultravox
- Cat Stevens
- The B-52's
- Fall Out Boy
- Robert Palmer
- Steel Pulse
- Bad Company
- Linton Kwesi Johnson
- Eddie And The Hot Rods
- Inner Circle
- Lee Perry
- Quintessence
- Rico
- Roxy Music
- Millie Small
- Spencer Davis Group
- Spooky Tooth
- Third World
- Traffic
- Sum 41
- Bunny Wailer
- The Killers
- Jessie J[1]
- Jennifer Lopez
- Big Sean
- 2 chainz
- Pusha T
- Katy Perry
- Wild Tchoupitoulas
- Wynder K Frog
- Shawn Mendes
- Angélique Kidjo
- Nick Drake[2]
- Mumford & Sons
- Tom Waits
- Skip Marley[3]